# 주한 헝가리 대사관
주한 헝가리 대사관(헝가리어: Magyarország Nagykövetsége Szöul)은 대한민국 서울특별시 용산구 동빙고동 1-103에 위치하고 있는 헝가리 대사관이다. 현직 주한 헝가리 대사는 이슈트반 새르더해이(Istvan Szerdahelyi)이다.

## 역사
헝가리와 대한민국의 관계는 1882년 6월 23일 조선과 오스트리아-헝가리 사이에 우호통상항해조약이 체결되데서 시작되었다. 1989년 8월 26일 한-헝가리 상주 대표부 설치 협정을 체결하고 그해 10월 25일 부다페스트에 대한민국 상주 대표부, 1989년 12월 7일 서울에 헝가리 상주 대표부가 설치되었다. 1989년 2월 1일 대사급 외교 관계 수립과 동시에 양국은 상주 대표부를 대사관으로 승격하였다.
헝가리는 대한민국과 외교 관계를 수립한 뒤 조선민주주의인민공화국과의 외교 관계를 대사대리급으로 격하했다가 1989년 3월 대사급 관계로 회복했다. 그러나 1999년 10월 헝가리가 재정적 이유로 조선민주주의인민공화국 대사관을 폐쇄했고 이에 조선민주주의인민공화국도 헝가리 대사관을 닫음으로써 2011년 현재 상호 상주 대사관이 없는 상태다.

## 주요 업무
주요 업무는 대한민국 정부와의 외교 교섭과 국제 협력, 경제, 통상 교섭, 양국 문화, 학술, 체육 교류 및 협력, 외교 정책 홍보, 대한민국 거주 헝가리 국민의 보호와 지도, 문서의 공증, 국적, 호적, 여권 및 사증 업무 등이다.

## 같이 보기
- 대한민국-헝가리 관계
- 주헝가리 대한민국 대사관
- 헝가리의 재외공관 목록
- 대한민국 주재 외국공관 목록